# Pierre Lewden
Pierre Lewden (Libourne, 21 febbraio 1901 – Montberthault, 30 aprile 1989) è stato un altista francese.

## Palmarès
- Giochi olimpici

Parigi 1924: bronzo nel salto in alto.